# سرجو توفانو
سرجو توفانو (ایتالیایی: Sergio Tofano؛ ۲۰ اوت ۱۸۸۶ – ۲۸ اکتبر ۱۹۷۳) یک نمایشنامه‌نویس، نقاش، بازیگر، کارگردان فیلم، کارگردان نمایش و طراح صحنه و لباس و نویسندۀ کتاب کودکان اهل ایتالیا بود.
از فیلم‌ها یا برنامه‌های تلویزیونی که وی در آن نقش داشته‌است، می‌توان به اعتراض عمومی، فابیولا، شریک، مؤسسه ریکوردی، شاهزاده سیندرلا، دختر خوشگل رم، ما هفت خواهر بودیم، کشور زنگ‌ها، ناپلئون و پوچینی اشاره کرد.
در سال ۱۹۰۹، او اولین حضور خود را روی صحنه با ارمت نوولی انجام داد، سپس به شرکت ویرجیل تالی پیوست (۱۹۲۳–۱۹۱۳). او خیلی زود به عنوان یک بازیگر طنز مسلط شد و به نقش خود ظرافت و پیچیدگی جدیدی بخشید.